# JP Saxe

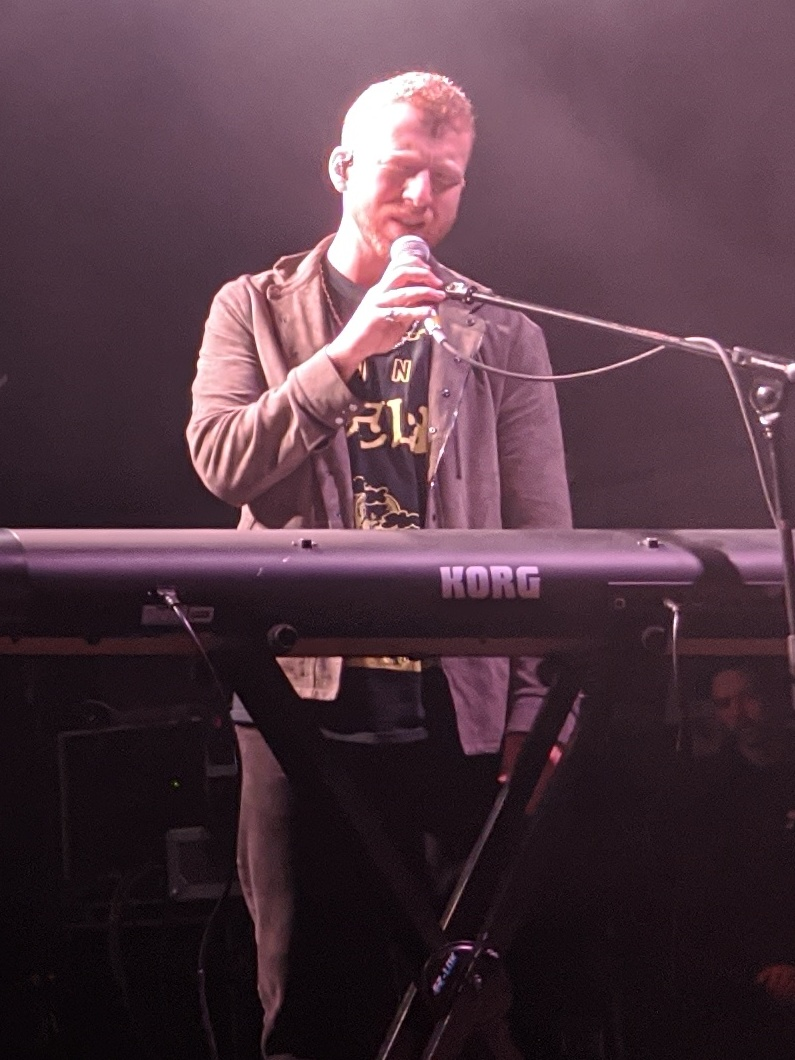
JP Saxe, 2020

Jonathan Percy Saxe (* 23. März 1993 in Toronto) ist ein kanadischer Popmusiker. Bekannt wurde er Ende 2019 durch seinen Song If the World Was Ending.

## Biografie
Jonathan Percy Starker Saxe wuchs in einer kunstbeflissenen Familie auf. Sein aus Ungarn stammender Großvater János Starker war ein berühmter Cellist und das Cello war auch sein erstes Instrument. Als er sich mehr für Jazz und R&B-Musik zu interessieren begann, wechselte er zu Klavier und Gitarre. Er schrieb seine eigenen Songs und trat regelmäßig in seiner Heimatstadt Toronto auf. Einige Lieder veröffentlichte er auch im Internet und wurde so von US-amerikanischen Produzenten entdeckt.
JP Saxe zog um nach Los Angeles und machte ab 2017 erste Veröffentlichungen. Im Jahr darauf folgte die erste EP. Den Durchbruch brachte im Oktober 2019 der Song If the World Was Ending, den er zusammen mit Julia Michaels schrieb und aufnahm und der von Finneas O’Connell produziert wurde. Bereits zum Jahreswechsel wurde das Lied in Europa zum Charthit. Nach der Veröffentlichung auf der EP Hold It Together wurde es im Frühjahr 2020 auch in Nordamerika ein Erfolg. In Großbritannien und den USA wurde es mit Platin, in seiner Heimat Kanada sogar mit 4-fach-Platin ausgezeichnet. Bei den Grammy Awards gehörte das Lied zu den acht nominierten in der Kategorie Song des Jahres.

## Diskografie
Alben
- 2021: Dangerous Levels of Introspection (CA: Gold)

EPs
- 2018: Both Can Be True Part 1
- 2020: Hold It Together

Singles
- 2017: Changed
- 2017: Anybody Else
- 2018: The Few Things
- 2018: 25 in Barcelona
- 2019: Same Room
- 2019: Women Who Look Like You (feat. Guapdad 4000)
- 2019: If the World Was Ending (feat. Julia Michaels, DE: Gold)
- 2020: Sad Corny Fuck
- 2020: Hey Stupid, I Love You
- 2020: A Little Bit Yours (US: Gold, CA: Platin)
- 2020: Kissin’ in the Cold (mit Julia Michaels)
- 2021: Line by Line (mit Maren Morris, CA: Gold)

## Auszeichnungen für Musikverkäufe
| Goldene Schallplatte - Frankreich - 2022: für die Single If the World Was Ending - Italien - 2021: für die Single If the World Was Ending - Mexiko - 2020: für die Single If the World Was Ending - Neuseeland - 2023: für das Album Hold It Together Platin-Schallplatte - Belgien - 2020: für die Single If the World Was Ending - Dänemark - 2021: für die Single If the World Was Ending - Neuseeland - 2020: für die Single If the World Was Ending - Polen - 2021: für die Single If the World Was Ending - Portugal - 2021: für die Single If the World Was Ending - Spanien - 2024: für die Single If the World Was Ending | 2× Platin-Schallplatte - Schweden - 2020: für die Single If the World Was Ending 3× Platin-Schallplatte - Australien - 2021: für die Single If the World Was Ending |

Anmerkung: Auszeichnungen in Ländern aus den Charttabellen bzw. Chartboxen sind in ebendiesen zu finden.
| Land/RegionAuszeichnungen für Musikverkäufe (Land/Region, Auszeichnungen, Verkäufe, Quellen) | Gold     | Platin       | Verkäufe  | Quellen              |
| -------------------------------------------------------------------------------------------- | -------- | ------------ | --------- | -------------------- |
| Australien (ARIA)                                                                            | —        | 3× Platin3   | 210.000   | aria.com.au          |
| Belgien (BRMA)                                                                               | —        | Platin1      | 40.000    | ultratop.be          |
| Dänemark (IFPI)                                                                              | —        | Platin1      | 90.000    | ifpi.dk              |
| Deutschland (BVMI)                                                                           | Gold1    | —            | 200.000   | musikindustrie.de    |
| Frankreich (SNEP)                                                                            | Gold1    | —            | 100.000   | snepmusique.com      |
| Italien (FIMI)                                                                               | Gold1    | —            | 35.000    | fimi.it              |
| Kanada (MC)                                                                                  | 2× Gold2 | 9× Platin9   | 800.000   | musiccanada.com      |
| Mexiko (AMPROFON)                                                                            | Gold1    | —            | 30.000    | amprofon.com.mx      |
| Neuseeland (RMNZ)                                                                            | Gold1    | Platin1      | 37.500    | radioscope.co.nz NZ2 |
| Österreich (IFPI)                                                                            | —        | Platin1      | 30.000    | ifpi.at              |
| Polen (ZPAV)                                                                                 | —        | Platin1      | 20.000    | olis.pl              |
| Portugal (AFP)                                                                               | —        | Platin1      | 10.000    | Einzelnachweise      |
| Schweden (IFPI)                                                                              | —        | 2× Platin2   | 160.000   | sverigetopplistan.se |
| Schweiz (IFPI)                                                                               | Gold1    | —            | 10.000    | hitparade.ch         |
| Spanien (Promusicae)                                                                         | —        | Platin1      | 60.000    | elportaldemusica.es  |
| Vereinigte Staaten (RIAA)                                                                    | Gold1    | 4× Platin4   | 4.500.000 | riaa.com             |
| Vereinigtes Königreich (BPI)                                                                 | —        | 2× Platin2   | 1.200.000 | bpi.co.uk            |
| Insgesamt                                                                                    | 9× Gold9 | 27× Platin27 |           |                      |